# Pathologie liée à la chaleur
Chez l'Humain, les pathologies liées à la chaleur sont tous les troubles qui apparaissent quand les capacités d'adaptation du corps et de la psyché à la chaleur environnementale sont dépassées ; allant de troubles mineurs (comme la dermite à la chaleur) à mortels (coup de chaleur avec hyperthermie corporelle supérieure à 40 °C).
Dans les années 2020, il apparait que même avec la climatisation, l'humanité approche les limites physiologiques et sociales de l'adaptation à la chaleur. Parmi les points cruciaux : le coût énergétique et financier des moyens à mettre en œuvre, et la réduction des inégalités chez les personnes et les communautés les plus exposées ou les plus fragiles.

## Adaptation à la chaleur
En conditions de confort thermique, la chaleur du corps humain est évacuée passivement, dans le milieu extérieur : le bilan des transferts de chaleur est négatif (on perd plus de chaleur qu'on en gagne).

### Confort thermique

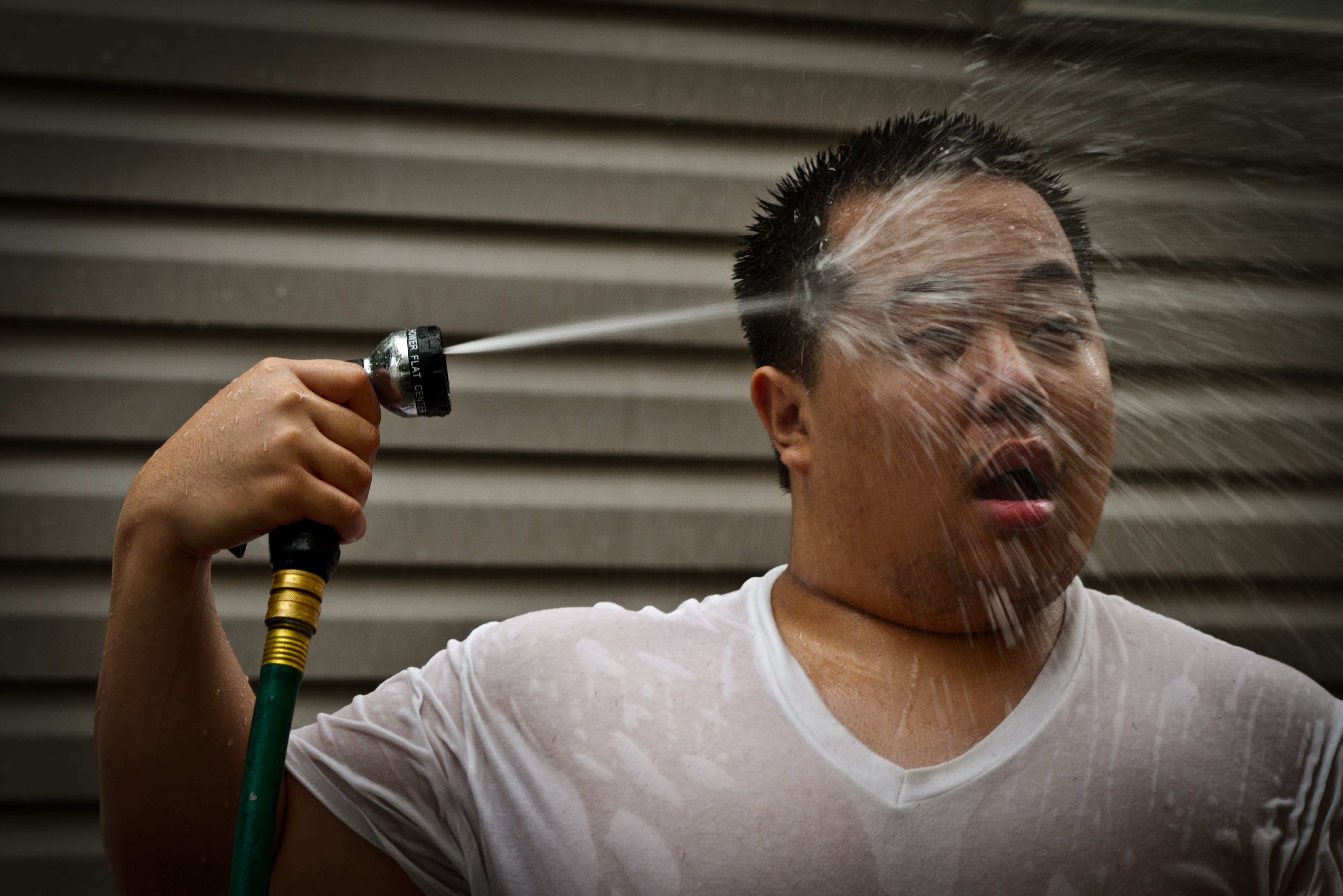
Recherche d'un confort thermique durant une vague de chaleur.

La notion de « confort thermique » varie  selon l'acclimatation corporelle individuelle, et les modes de vie collective.
Il existe une « culture traditionnelle de la chaleur » dans les régions ou pays chauds, qui s'adaptent en conséquence. En Andalousie ou au Texas, une surmortalité liée à la chaleur apparait à partir de 40 à 41 °C, alors qu'elle débute dès 27 à 28 °C en Belgique.
- Chez le sujet jeune, toute augmentation de la température centrale ou cutanée de plus de 0,5 °C stimule des récepteurs à la chaleur (peau et système nerveux central) qui déclenchent une réaction générale de défense de l'organisme, ainsi que le besoin d'adapter son comportement[1]. Certaines pathologies ou certains cas de trouble du spectre autistique (TSA) sont associés à une moindre capacité à ressentir la chaleur ;
- Chez le sujet très âgés, il faut souvent une hausse de plus de 3 °C de température cutanée pour déclencher cette réaction. Ces personnes ne ressentent pas, ou moins, le besoin de se protéger de la chaleur[1].

### Vasodilatation
Quand la température extérieure croît (exposition prolongée à la chaleur), le débit sanguin cutané augmente (vasodilatation périphérique augmentant la déperdition passive de calories), avec trois effets principaux:
1. Augmentation des transferts de chaleur entre le noyau central de l'organisme et la surface cutanée ;
2. Augmentation de la température de la peau ;
3. Augmentation de la production de sueur, l'évaporation sudorale étant le seul moyen, à ce moment, de perdre de la chaleur.

Une personne exposée à la chaleur s'adapte d'autant mieux qu'elle dispose d'un bon système cardiovasculaire, capable d'adapter son débit cardiaque à l'augmentation du débit sanguin cutané et à la diminution du volume plasmatique liée aux pertes sudorales.

### Sudation
À partir de 26 à 28 °C de température extérieure, l'évaporation de la sueur devient le seul moyen quasi-exclusif de refroidissement. Le passage de l'état liquide à l'état gazeux du sérum extrait par les glandes sudoripares est un processus très puissant : l'évaporation de 125 cl de sérum refroidit le corps de 1 °C, et la sudation peut atteindre 1 litre par heure pendant 12 heures. Une transpiration qui ruisselle est peu efficace (perte liquidienne sans évaporation).
Une sudation efficace nécessite des glandes sudoripares en nombre suffisant (différences génétiques) et de bonne qualité (différences selon l'âge), des réserves liquidiennes suffisantes et renouvelées, et des alternances de repos (comme dans tout processus physiologique). Lorsque la température nocturne ne baisse pas en dessous de 25 °C, voire 23 °C, il est plus difficile à l'organisme de se reposer, et la mortalité peut augmenter chez les plus fragiles.
Une personne exposée à la chaleur doit donc être capable de produire de la sueur, en étant suffisamment hydratée, en étant en contact avec un air aussi sec que possible pour faciliter l'évaporation sudorale. À défaut, ce processus peut être remplacé par un brumisateur (humidifiant la peau) et un ventilateur (qui refroidit en favorisant l'évaporation : ventilation et air asséché par brassage).
L'adaptation de l'organisme, par exposition prolongée à la chaleur, demande du temps, au moins neuf heures pour se constituer et une semaine pour être pleinement efficace,.
Quand la température ambiante dépasse 37 °C, le bilan des transferts de chaleur entre le corps et son environnement devient positif.

### À l'échelle moléculaire
Lorsque la température corporelle continue d'augmenter, elle provoque un effet cytotoxique direct entraînant une réponse inflammatoire avec création d'un cercle vicieux.
Cette réponse inflammatoire met en jeu des protéines de choc thermique (Heat Shock Proteins ou HSP) qui permettent de tolérer une hyperthermie en réparant d'autres protéines dénaturées par la chaleur. Cette réponse s'accompagne de modification du taux de cytokines pro- et anti-inflammatoires dans le plasma et les tissus,.
Si l'hyperthermie persiste, cela entraîne une dérégulation complète de la réponse inflammatoire, avec défaillance circulatoire, hypoxémie, et demande métabolique accrue, jusqu'au « choc thermique » avec défaillance viscérale multiple, principalement neurologique et digestive,.

## Personnes à risques
Les risques liés à la chaleur sont plus élevés en cas de pollution atmosphérique, alors que les études sur les rapports température et mortalité  selon le degré hygrométrique restent contradictoires.

### Selon l'âge

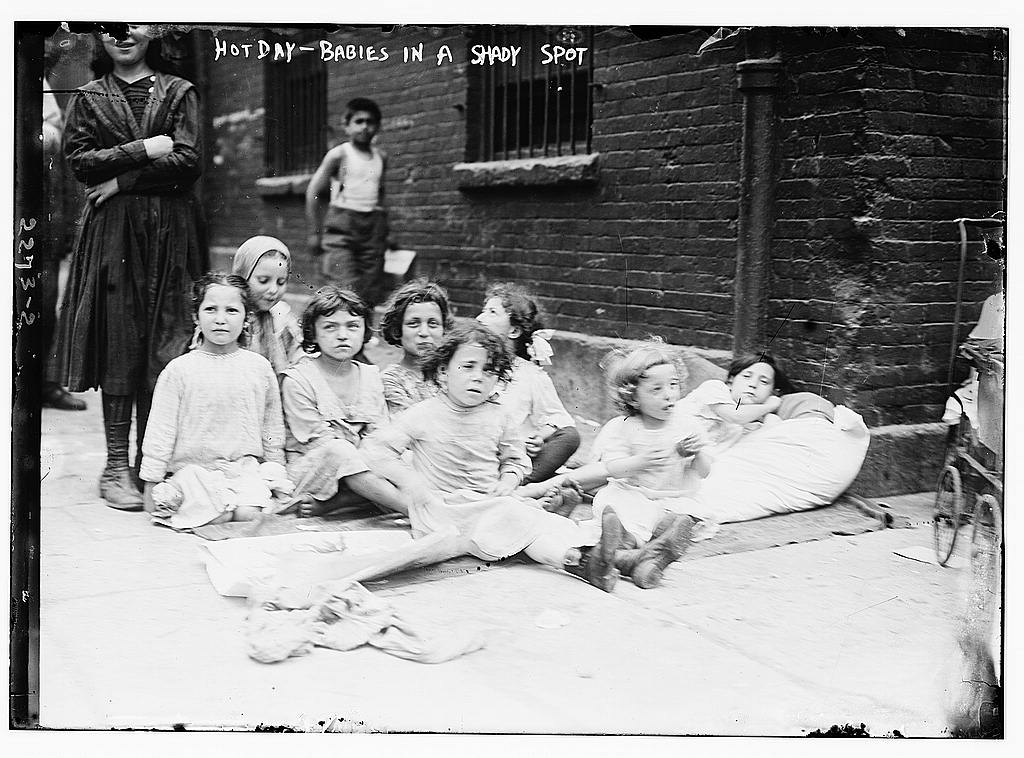
Enfants tenus à l'ombre durant une vague de chaleur (New-York, 1911).

Les nourrissons et les enfants de moins de 4 ans sont plus sensibles, car leur réserve liquidienne est insuffisante et ils se déshydratent facilement. En France, lors de la canicule de 2003, aucune surmortalité n'a été constatée chez les nourrissons, les mères sachant faire boire leur enfant dès qu'il est rouge, grognon en laissant une couche sèche au réveil,.
L'Unicef estime qu'environ 400 enfants en Europe et en Asie meurent chaque année des hausses de chaleur, principalement des enfants laissés dans des voitures ou des poussettes recouvertes d'un tissu.
Les personnes âgées, les sujets atteints de pathologies particulières nécessitant des médicaments, et les personnes isolées ou mal informées sont plus à risques de souffrir des vagues de chaleur. La principale raison est la fragilité de leur appareil sudoral, surtout lorsque les nuits restent chaudes (les glandes sudoripares ne peuvent se reposer). Leur surmortalité en période de canicule est attribuée en partie à cette méconnaissance, par confusion avec les gestes efficaces avec les tout-petits. Faire boire devient inutile si la personne ne transpire pas ou peu. Il vaut mieux la vaporiser et la ventiler, ou la placer en zone climatisée.

### Comorbidités
En France, les risques majeurs sont le grand âge et la perte d'autonomie (incapacité à adapter son comportement à la chaleur) ; les maladies neurologiques (Parkinson, Alzheimer...) ; les maladies cardiovasculaires et séquelles d'AVC ; obésité ou dénutrition.
Les personnes souffrant de troubles mentaux ou consommant des psychotropes ont un risque relatif de décès majoré de 30 à 200 % lors des vagues de chaleur. Cet excès de risque serait d'ordre physiologique dans la schizophrénie et la dépression, ou d'une prise de conscience insuffisante du danger lié à la chaleur.
Les médicaments (psychotropes, diurétiques...) et leurs interactions, ainsi que la consommation d'alcool ou de drogues aggrave les risques.
Les maladies les plus à risque de se déstabiliser à la chaleur (ou de favoriser une pathologie liée à la chaleur) sont les maladies cardiovasculaires ; endocriniennes (diabète, hyperthyroïdie...) ; rénales et urinaires ; enfants atteints de mucoviscidose, de drépanocytose.
Lors des périodes de canicule, les femmes enceintes sont plus à risque d'accouchement prématuré, d'enfants de petit poids de naissance avec malformations cardiaques.

### Statut socio-économique
Les habitants des grandes villes sont plus exposés que les autres (effet absorbant des murs qui diffusent la chaleur la nuit, pollution atmosphérique avec effet de serre local, sources supplémentaires de chaleur par activités humaines).
Un habitat mal adapté (logement au dernier étage, absence d'endroit frais ou climatisé accessible) est particulièrement vulnérable. Les populations de bas niveau socio-économique, les communautés marginalisées, et les minorités raciales ou ethniques sont plus à risques de souffrir de maladies liées à la chaleur. Il ne s'agit pas seulement d'un accès économique à la climatisation, mais d'un ensemble complexe de facteurs socio-culturels et historiques, comme le racisme structurel aux États-Unis. Par exemple la pratique américaine du redlining dans les années 1930 a abouti à la création de zones urbaines appauvries dépourvues d'espaces verts, où la température est supérieure de 5° C à celle des zones plus saines.
Ces populations ont moins d'accès aux soins, sont plus fréquemment employées en travaux d'extérieur, ou en lieux non climatisés, avec une plus forte incidence d'hypertension, de diabète et de maladies rénales.

## Pathologies mineures
Sur une échelle de 4 (niveaux de gravité selon l'INVS), ces pathologies sont de niveau 1 et 2.
Les premiers signes d'exposition à la chaleur sont des sensations d'inconfort et de fatigue anormale. C'est le début d'un « stress thermique ».

### Dermite de chaleur
Il s'agit d'une éruption cutanée rouge et très irritante. Cette dermite est faite de macules et de papules. Elle siège sur les parties couvertes par les habits, par phénomène de macération lié à la sueur. Elle est plus fréquente chez les enfants, et chez les adultes sportifs portant des tissus synthétiques.

### Œdème des extrémités
La chaleur provoque une vasodilatation périphérique, avec gêne au retour veineux. Cet œdème par chaleur siège aux extrémités des membres inférieurs. Il touche surtout les sujets ayant des troubles vasculaires (hypertension, diabète, insuffisance veineuse...), personnes âgées (plus souvent féminines), personnes sédentaires...

### Crampes de chaleur
Ce sont des troubles de niveau 2. Il s'agit de spasmes musculaires douloureux accompagnés de transpiration intense. Ils sont favorisés par l'effort musculaire (compétition sportive, lutte contre l'incendie, travail de force...), et surviennent typiquement lors de l'arrêt de l'activité musculaire.
Ces crampes touchent les muscles des membres ou les muscles abdominaux. Elles sont dues à une déshydratation avec déséquilibre en électrolytes (répartition des ions sodium, potassium, magnésium, calcium).

## Syncope et épuisement
Ce sont des troubles de gravité intermédiaire, 2 à 3.
La syncope par chaleur survient à l'arrêt d'un effort physique intense en environnement chaud. Elle réalise une hypotension orthostatique. La perte de connaissance est brève et limitée, et les patients récupèrent en position allongée. Elle peut être précédée de troubles précurseurs (nausées, vertiges, troubles de la vision...).
L'épuisement lié à la chaleur est plus grave. Il est provoqué par une perte excessive d'eau et de sels. Les troubles peuvent débuter comme pour la syncope, mais avec forte transpiration, maux de tête, comportement inhabituel, troubles du sommeil (agitation nocturne). La température corporelle peut augmenter au-delà de 38 °C mais sans atteindre 40 °C. Il n'y a pas de troubles neurologiques significatifs.
Cet épuisement peut s'aggraver jusqu'à un « choc thermique » et conduire au « coup de chaleur », particulièrement dangereux chez la personne âgée. Cette évolution peut être évitée par le repos complet en endroit sec et frais, refroidissement corporel actif (humidification et ventilation cutanée, éventuellement vessies de glace), et réhydratation orale (eau, jus de fruit, boissons pour sportif...).

## Coup de chaleur

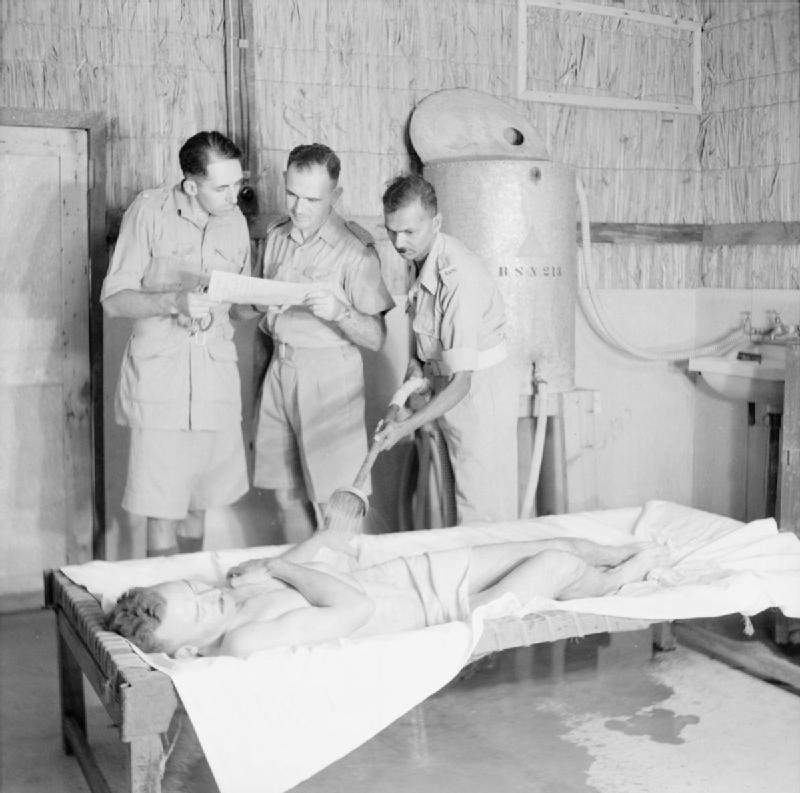
Traitement d'un coup de chaleur dans l'armée britannique au Moyen-Orient (Irak, 1943).

C'est une urgence médicale qui peut mettre en jeu le pronostic vital. Elle réalise une hyperthermie. Le coup de chaleur se définit par une température corporelle au dessus de 40 °C, associée à des troubles de la conscience de profondeur variable (convulsions, délire, coma...). Au stade constitué, la peau est chaude et sèche, indiquant le fait que la régulation par sudation est dépassée.
Ce coup de chaleur peut survenir très vite chez les nourrissons et les tout-petits (moins de 4 ans).
Le coup de chaleur dans sa « forme de repos » touche surtout les personnes âgées, invalides, ou médicamentées dont l'organisme a perdu des capacités d'adaptation. Dans sa « forme d'exercice », le coup de chaleur touche les sujets jeunes, engagés en exercice intense et prolongé, trop long dans un environnement trop chaud.
Malgré un traitement rapide (refroidissement et rééquilibration en eau et en sels), 25 % des patients victimes d'un coup de chaleur évoluent vers une défaillance d'organe, lorsque la température corporelle continue de monter, pouvant dépasser les 42 °C. Les atteintes concernent le système cardio-vasculaire, le système nerveux central, les muscles, le rein et le foie.

## Travail et chaleur
En France, les crampes de chaleurs sont reconnues comme maladie professionnelle dans le cas de travaux effectués dans des mines de potasse, à une température égale ou supérieure à 28 °C.
En France, comme dans les autres pays ou au niveau international, il n'existe pas de dispositions réglementaires précises concernant les conditions générales de travail en ambiance thermique chaude, mais plutôt des conseils ou des recommandations.

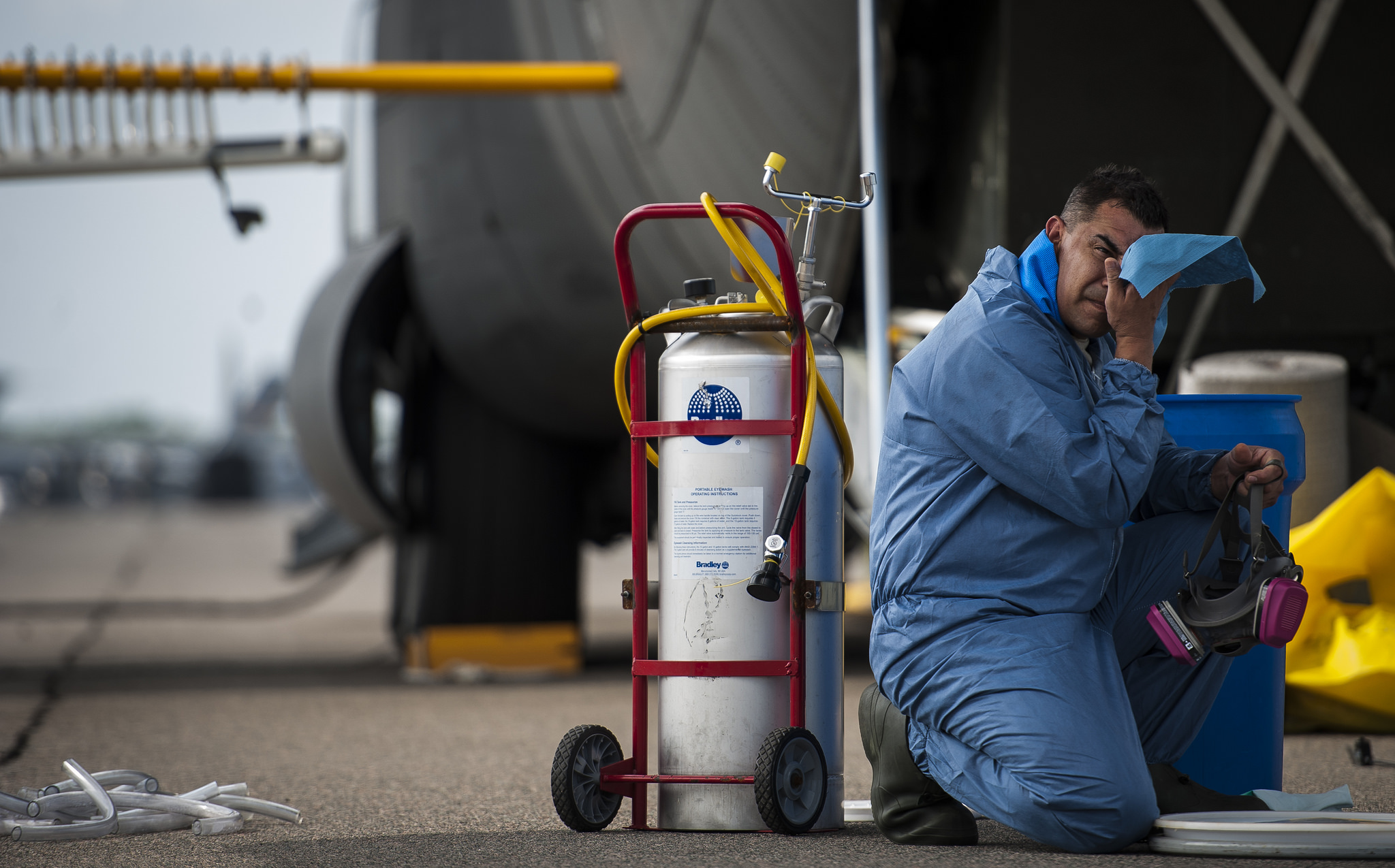
Sur une base aérienne américaine, un répandeur de pesticides enlève son masque de protection au cours d'une vague de chaleur.

En mai 2023, lors d'une conférence de l'Organisation internationale du travail au Qatar, des experts alertent sur les conséquences de la chaleur sur les salariés exposés : coups de chaleur, maladies rénales et cardio-pulmonaires. Ils déplorent qu'il n'existe pas encore de normes internationales sur ce sujet,. Un milliard de travailleurs dans le monde seraient menacés par des chaleurs extrêmes liées au changement climatique.
Ces travailleurs à risques sont :
- Travail en extérieur (emploi physiquement exigeant) comme les travailleurs agricoles, ouvriers du bâtiment, ramassage des ordures…
- Travail en intérieur (usines et ateliers où la température n'est pas réglementée) comme les ouvriers du textile.
- Travail nécessitant des vêtements lourds ou des équipements de protection comme les répandeurs de pesticides, pompiers, métallurgistes…
- Travailleurs vulnérables : enfants qui travaillent, travailleuses enceintes, travailleurs âgés…

En Europe, Chypre est le seul pays qui dispose de mesures réglementaires (pauses supplémentaires et vêtements de protection) lorsque la température de travail est supérieure à 35 °C.

## Histoire des connaissances

### Antiquité et moyen-âge

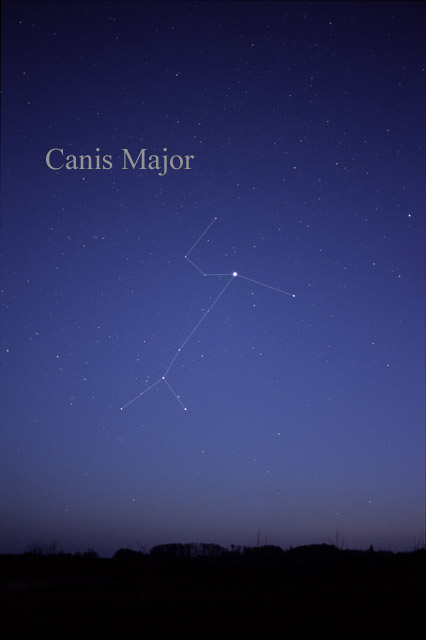
La constellation du Grand Chien, visible à l'œil nu. L'étoile la plus brillante est Sirius.

Les premiers écrits concernant l'influence de la chaleur sur la santé proviennent de la médecine chinoise (Huangdi Nei Jing) et de la médecine ayurvédique (Charaka Samhita). Ces médecines, comme la médecine mésopotamienne et la médecine égyptienne, s'intègrent dans une interrelation macrocosme-microcosme, où le corps humain est influencé par le cycle climatique des saisons en correspondance avec les astres (astrologie ou « astrobiologie » selon René Berthelot). La Bible mentionne la chaleur comme un fléau causant la mort de paysans et de guerriers.
En Occident, le texte fondateur sur l'environnement climatique et la santé humaine est le traité hippocratique Airs, eaux, lieux : il existe une nature humaine partout identique et  soumise à un même déterminisme. Tous les peuples relèvent d'un déterminisme climatique naturel qui se combine à deux facteurs culturels : les usages (nomoi) et le régime politique, le naturel pouvant être corrigé ou accentué par le culturel,.
Dans l'antiquité gréco-romaine, les périodes de canicule sont attribuées à l'étoile Sirius de la constellation du Grand Chien, une étoile qui, en été, suit le soleil. La maladie aiguë directement provoquée par un soleil brûlant est appelée siriasis (siriase en français médical, jusqu'au début du XXe siècle) communément insolation. La première mention de pertes militaires par chaleur excessive concerne la campagne militaire d'Aelius Gallus au Moyen-Orient en 24, où périt presque toute son armée.
Dans son traité Des habitudes, Galien note les effets de la chaleur solaire sur le corps humain. Après plusieurs jours d'exposition, la peau nue se durcit et la chair s'assèche, notamment chez les moissonneurs et les marins. Il discute des habitudes alimentaires susceptibles de mieux s'adapter à la chaleur et à la sècheresse.
Selon la théorie de Galien, la chaleur augmente l'aigreur de la bile, pour d'autres l'ardeur du soleil frappe surtout à la tête provoquant une inflammation du cerveau, les petits enfants sont les plus touchés à cause du peu d'épaisseur de leur crâne. La sudation représente une évacuation d'humeurs nocives,.
La pensée médicale se modifie peu jusqu'à la fin du XVIe siècle : il n'y a guère d'efforts nouveaux pour se défendre contre la « siriase ». Cependant, la nécessité de se protéger directement du soleil est acceptée de façon empirique. Les personnes exposées portent des chapeaux à large bord, et les voyageurs qui traversent des déserts (route de la soie) portent des robes flottantes.

### Renaissance et période classique
Une nouvelle tradition hippocratique des observations médicales selon les saisons et les climats, plutôt dégagée du galénisme et de la théologie, apparait à la Renaissance, notamment avec Guillaume de Baillou (1538-1616) en France et Thomas Sydenham (1624-1689) en Angleterre.

#### Mécanisme et galénisme

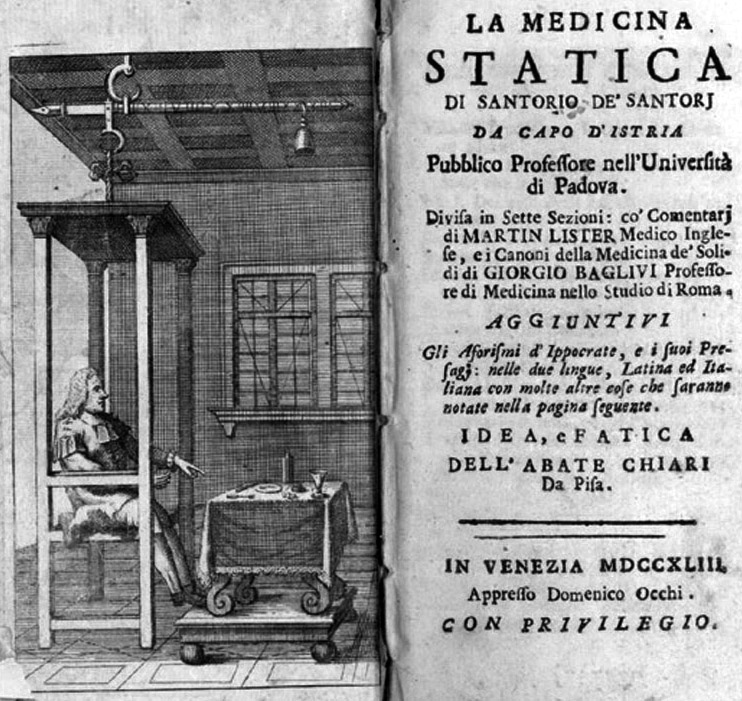
Santorio et sa Medicina statica (édition italienne de 1743).

Le XVIIe siècle se distingue par de nouveaux instruments : thermomètre, baromètre, hygromètre, anémomètre, balance de pesée de corps humain , etc. dont le principe pouvait être connu depuis l'antiquité, mais qui sont utilisés pour des mesures systématiques. Parmi les principaux inventeurs (outre Galilée et Toricelli) se trouve Santorio (1561-1636) qui précise le concept de « perspiration insensible », c'est-à-dire de la diffusion de vapeur d'eau par l'air expiré et à travers les pores de la peau (sans transpiration ou « perspiration visible »).
Santorio mesure les variations saisonnières de la sudation, avec perte ou gain de poids, et il approche l'idée que la perspiration et la sudation sont un moyen de refroidissement du corps, et que garder un poids constant tout au long de l'année est un gage de santé.
En France, la somme du savoir galénique est représentée par le Traité de la canicule et des jours caniculaires (1688) du médecin Antoine Porchon. Dans les jours de canicule, sévissent des fièvres, dysenteries, phrénésie, crampes, insomnie, agitation et délire où les signes d'hyperthermie sont reconnaissables. Porchon conseille de manger souvent et peu à la fois, de préférer les potages et les fruits, en se méfiant du vin pur et de l'eau pure, en buvant du « vin trempé ». Il conseille le repos en remarquant que c'est plus difficile pour les pauvres obligés « de travailler souvent avec excès ». Il propose des saignées et purgations, ce qui était probablement iatrogène.

#### Théorie des climats
Au XVIIIe siècle une théorie médicale des climats se développe, basée sur des observations répétées, associant la santé de la population (observations médicales) avec une géographie climatique (observations météorologiques). Il ne s'agissait pas de créer une nouvelle science, mais plutôt un réseau institutionnel (journaux savants et académies dans toute l'Europe) comme instrument politique de santé. Cependant ces observations ne renouvellent guère le savoir médical proprement dit.
Ce sont les médecins d'armées qui s'intéressent au coup de chaleur, notamment ceux des troupes stationnées en Inde britannique. Le coup de chaleur est compris comme une atteinte directe du rayonnement solaire sur le cerveau et la moelle spinale. En France, de Meyserey publie Le médecin d'armée (1754) où il propose aux soldats de porter un bonnet doublé de cuir blanc pour se protéger du coup de chaleur. Jusqu'à la fin du XIXe siècle, les soldats britanniques porteront des chemises rouges ou orange pour protéger leur colonne vertébrale du soleil.
En 1768, James Lind (1716-1794), de la Royal Navy, publie ses Essays on Diseases Incidental to Europeans in Hot Climates (six éditions en Europe et en Amérique) où il traite des maladies des européens en pays chaud, faisant de lui un pionnier de la médecine tropicale. Il est le premier à distinguer les réactions physiologiques à la chaleur des maladies proprement dites, en observant des modifications qui suggèrent un processus d'acclimatation.

### XIXesiècle
Les bases fondamentales de la thermodynamique apparaissent au début du XIXe siècle avec les travaux de Sadi-Carnot (1796-1832) et de Robert Mayer (1814-1878). À partir de 1858, Claude Bernard (1813-1878) pose les principes de la médecine expérimentale. Par expérimentation animale, il montre qu'un coup de chaleur peut être provoqué par la chaleur ambiante, et que l'augmentation de la température corporelle interne est indépendante du rayonnement solaire.
Ces avancées n'ont pas d'application immédiate en médecine pratique. Le savoir médical dominant reste confus, encore englué dans une théorie des humeurs et une théorie des miasmes, où les réactions corporelles, la chaleur climatique, la topographie locale, et les maladies fébriles saisonnières  s'entremêlent. C'est particulièrement le cas pour la malaria et la fièvre jaune . Le concept antique de sympathie est toujours utilisé pour donner une cohérence aux réactions physiologiques en milieu tropical.

#### Médecine coloniale

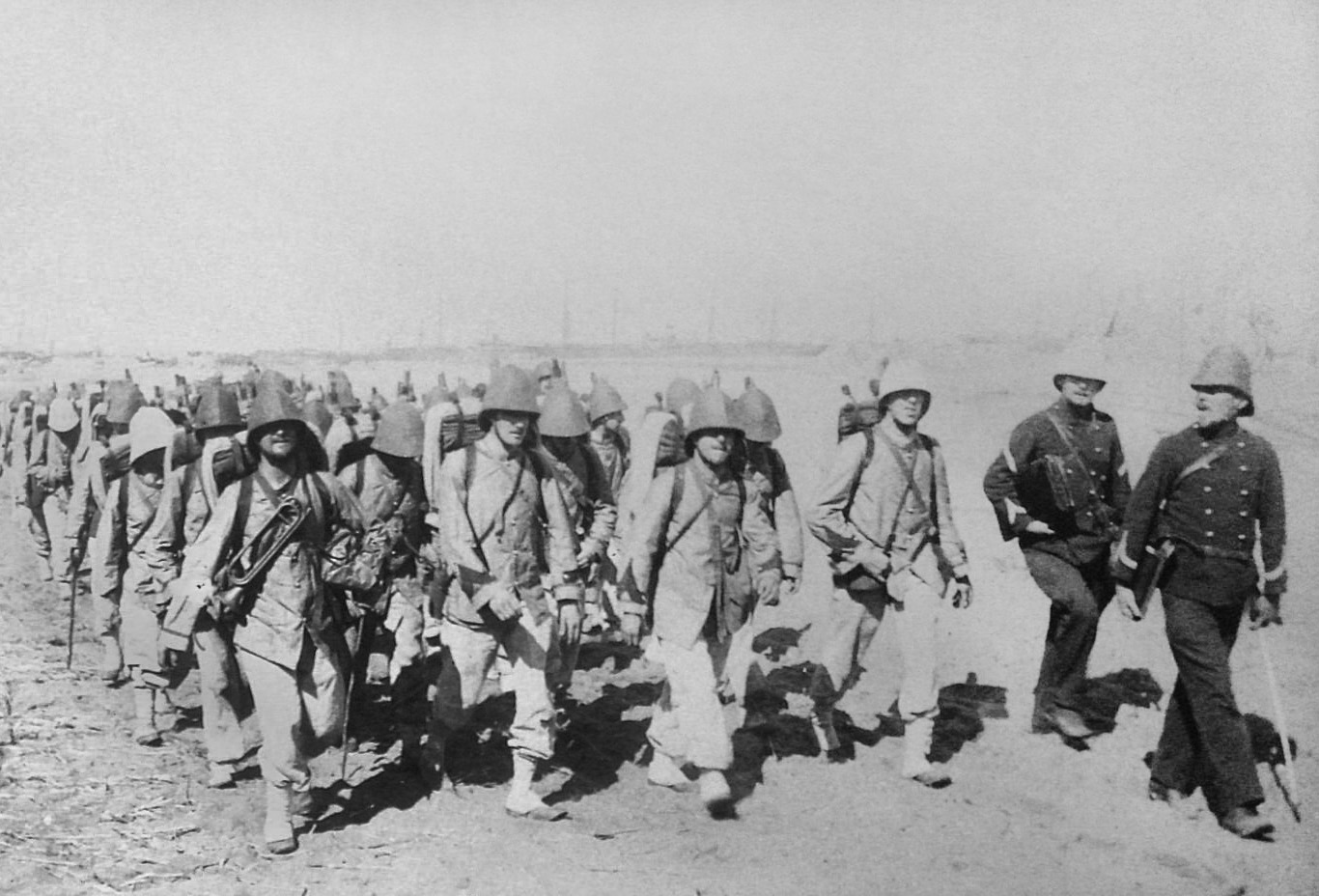
Troupes françaises débarquant à Mahajanga (Madagascar) en 1895.

Les études sur la chaleur sont menées par des médecins militaires des troupes de marine dans un contexte colonial. En France, l'ouvrage de référence de cette époque est le Traité de l'acclimatement et de l'acclimatation (1884) d'Alfred Jousset (1846-?). L'auteur distingue l'acclimatement (l'adaptation physiologique spontanée au climat tropical) et l'acclimatation qui résulte de l'action humaine (hygiène, médecine, aménagement de l'habitat et des milieux…). Il fait des études comparatives entre indigènes et colons européens, pour estimer que l'acclimatement individuel est plus important que l'acclimatement racial, et que les européens peuvent vivre en chaleur tropicale.
Ce sujet prend une dimension politique (si la colonisation est possible, être favorable ou pas à une expansion coloniale). D'autres auteurs, notamment allemands, comme  Rudolf Virchow (1821-1902), ou américains, comme Charles Edward Woodruff (1860-1915), considèrent que l'acclimatation de l'homme blanc aux tropiques est impossible. La chaleur tropicale, voire le rayonnement actinique par ultraviolet, affaiblissent le système nerveux et la circulation en provoquant une « neurasthénie tropicale », un état qui finalement aboutit à une incapacité à se reproduire. En France, Paul Barret (1846-1910) considère que l'acclimatation de l'homme blanc en milieu africain revient à faire de lui un indigène qui « flotte entre la santé et la maladie ».

#### Médecine raciale
Au XVIIIe et XIXe siècles, une anthropologie raciale se met en place, avec la notion de race humaine et une « hiérarchie naturelle » des races.

Récolte de coton en Géorgie (1895).

Aux États-Unis, les défenseurs de l'esclavage comme  Charles C. Pinckney (1746-1825) ou Philip Tidyman (en) (1776-1850) professent la supériorité des Noirs à travailler en chaleur extrême, là où les Blancs sont incapables de récolter le coton, le riz ou le sucre, les Noirs sont invulnérables à la chaleur du soleil. Des médecins comme Samuel A Cartwright (1793-1863) considèrent que les yeux des Noirs ne craignent pas la lumière solaire, parce qu'anatomiquement proches de ceux de l'orang-outan. D'autres insistent sur l'épaisseur du crane et de la peau, sur la densité des glandes sudoripares. Ceci conduit des politiciens suprématistes blancs comme Frank S. Blair (en) (1839-1899) à proposer d'établir des colonies de peuplement afro-américain en Amérique Latine, plutôt que de permettre une émigration noire du sud au nord des États-Unis.
Au tournant du XXe siècle, l'expansionnisme américain vers le Pacifique conduit à une nouvelle division raciale du travail avec une immigration d'origine asiatique. Une géographe comme Ellen Churchill Semple (1863-1932) considère que les Chinois sont la race la plus facile à s'acclimater, puisqu'ils se trouvent du cercle polaire à l'équateur. Dans un deuxième temps, les lois restrictives sur l'immigration asiatique, conduisent à une immigration mexicaine, considérée comme naturellement apte à travailler en atmosphère chaude et sèche, celle de la métallurgie par exemple.

#### Coup de chaleur
En 1886, August Hirsch (1817-1894) dans son Handbuch der historisch-geographischen Pathologie définit correctement le coup de chaleur, en l'attribuant à la chaleur et à l'exercice musculaire intense. Il en précise les circonstances de survenue, les caractères géographiques et saisonniers, et souligne le fait que les indigènes n'en sont pas exempts. Mais il manque deux éléments-clés : il continue à distinguer l'atteinte directe du soleil (insolation) du coup de chaleur indirect (alors que le mécanisme est le même), et il ne perçoit pas l'importance de la déshydratation et de l'anhidrose (absence de sudation).
À la fin du XIXe siècle, le phénomène de thermorégulation commence à être mieux compris, notamment comme étant sous le contrôle de centres nerveux dans la région hypothalamique. Toutefois le mécanisme du coup de chaleur reste obscur. Les médecins militaires savent qu'il survient lors d'entrainements de marches forcées en formation serrée. En 1898, Louis Westenra Sambon (en) (1867-1931) suggère que le coup de chaleur est causé par « un agent infectieux inhalé par les poumons, dans les poussières amenées par le vent ou soulevées par des colonnes en marche ».

### XXeetXXIesiècles

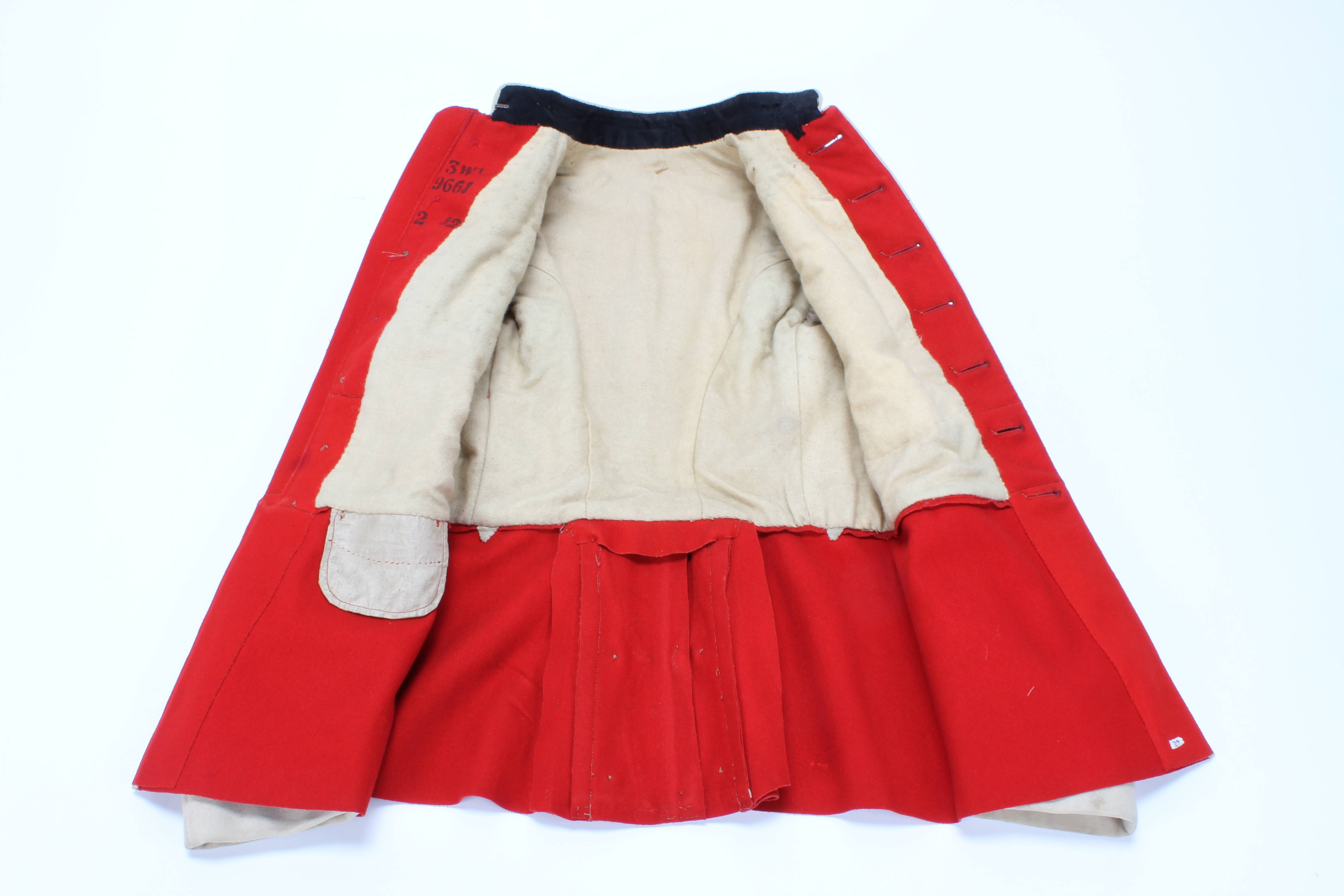
Tunique militaire britannique (1901-1910) : veste rouge doublée de flanelle crème pour protéger la nuque des rayons solaires.

Au début du XXe siècle , après 400 ans d'observations et de recherches, cinq nouvelles idées principales tendent à s'imposer,:
1. Les facteurs climatiques chaleur et humidité sont bien identifiés : la théorie des miasmes est abandonnée, et l'action directe du rayonnement solaire est mise de côté.
2. La chaleur corporelle d'origine climatique est bien séparée des maladies fébriles telles que le paludisme, la fièvre jaune, la dysenterie bactérienne, la peste…
3. Les phénomènes d'adaptation du corps humain à la chaleur sont clairement distingués (acclimatement en français et acclimatization en anglais).
4. Les maladies attribuées directement à la chaleur et au climat tropical sont identifiées : dermite de chaleur, « neurasthénie tropicale », coup de chaleur…
5. Il est admis que le comportement et l'intervention humaine (activité physique, hygiène, régime, aménagement de l'habitat , etc.) peuvent réduire la mortalité et la morbidité liées à la chaleur et au milieu tropical (acclimatation en français et en anglais).

Cependant, les vieilles idées ne disparaissent pas totalement, ou du jour au lendemain. À la veille de la seconde guerre mondiale, des accessoires vestimentaires militaires comme la doublure ou la ceinture de flanelle restent utilisées pour protéger de la chaleur du soleil ou des crampes abdominales. Le concept de « neurasthénie tropicale » est abandonné dans les années 1950 et remplacé par les notions d'inconfort et de fatigue (stress thermique),.
L'importance de la sudation et de la déshydratation est progressivement reconnue par les médecins militaires dans la première moitié du XXe siècle. La consommation d'alcool avant les exercices militaires est réduite Les troupes en marche en climat chaud peuvent ouvrir veste et chemise, en étant ravitaillées en eau, ce qui sera appliqué par la plupart des armées lors de la seconde guerre mondiale.

Aux États-Unis, le mythe de l'invulnérabilité des Noirs à la chaleur est déconstruit lors de la Grande Dépression. Les Blancs sans-emploi prennent la place des Noirs dans les travaux pénibles. Lors de la canicule de l'été 1931, placés dans les mêmes conditions, peu de Blancs sont frappés de coup de chaleur alors que plus de Noirs sont atteints de crampes de chaleur. Il s'avère qu'un bon salaire, la sécurité de l'emploi, les conditions de sommeil, un apport adéquat en eau et en sels, et l'acclimatation sont des facteurs plus importants que les stéréotypes raciaux.

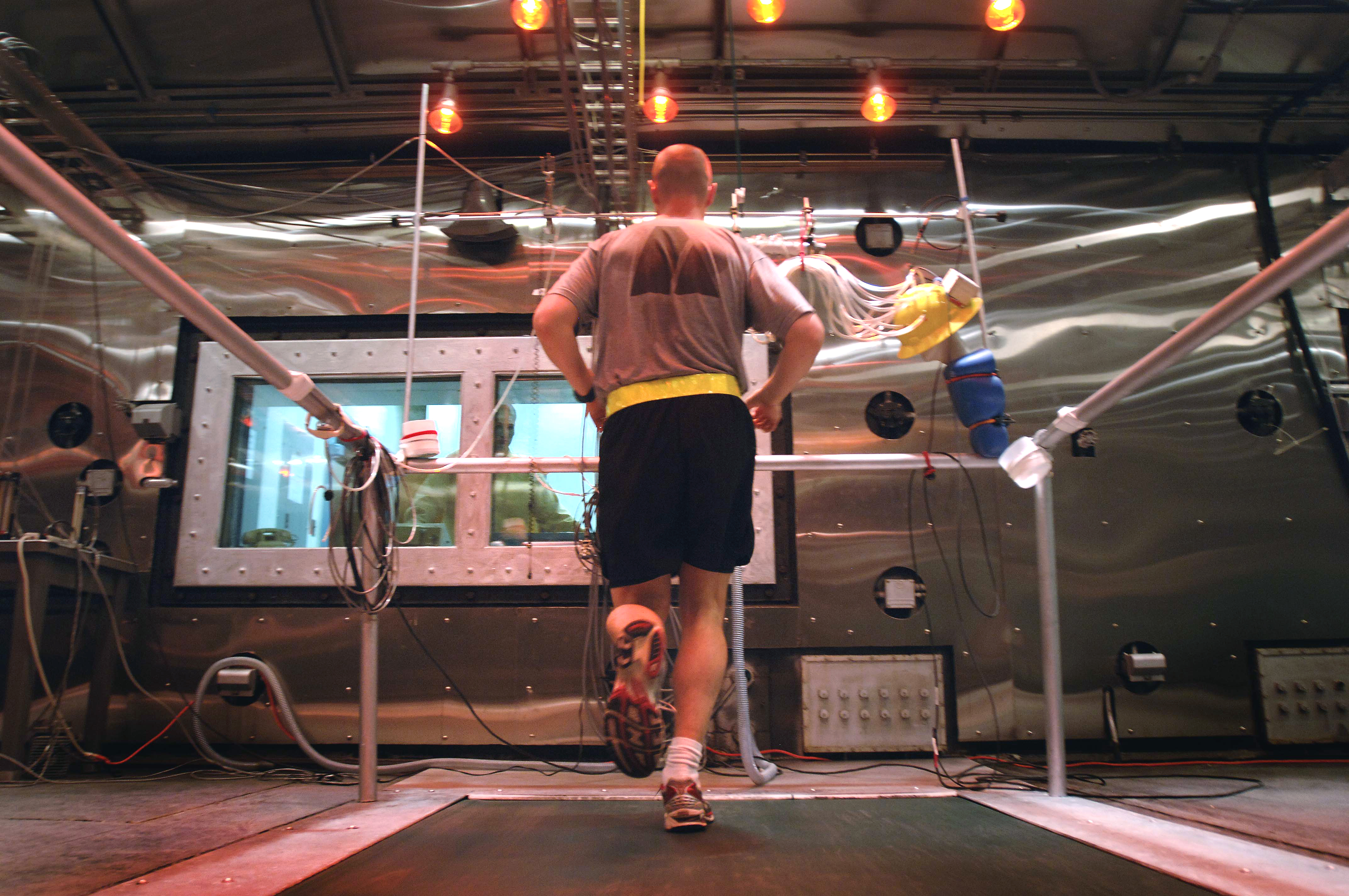
Course en tapis roulant en chambre climatique (photo défense américaine, mai 2009).

Dans la deuxième moitié du XXe siècle, les maladies liées à la chaleur sont plus clairement définies : dermites, crampes de chaleur, épuisement à la chaleur, coup de chaleur… Ces maladies peuvent être reproduites expérimentalement en chambre d'essai. Les connaissances acquises en matière d'acclimatement sont appliquées en médecine du travail, médecine militaire et Médecine du sport. Des dispositifs individuels de refroidissement sont mis au point, comme le gilet réfrigérant ou le collier de glaçons autour du cou destiné à refroidir les artères carotides et le sang amené au cerveau.
À partir des années 1980, la thermorégulation est étudiée au niveau moléculaire avec les protéines de choc thermique et leur contrôle génétique. Les processus de thermorégulation et la survenue d'un coup de chaleur restent des phénomènes complexes non élucidés,.
Théoriquement, l'être humain pourrait être biologiquement capable de s'adapter à un environnement de 36° C en air saturé, mais il est douteux qu'il puisse maintenir cette adaptation sur le long terme sans mesures sociales (stratégies collectives) et moyens techniques (aménagement des infrastructures, climatisation…).
En 2024, il apparait que même avec la climatisation, l'humanité approche les limites physiologiques et sociales de l'adaptation à la chaleur. Parmi les points cruciaux : le coût énergétique et financier des moyens à mettre en œuvre, et la réduction des inégalités chez les personnes et les communautés les plus exposées ou les plus fragiles,.